# Iochroma brevistamineum
Iochroma brevistamineum är en potatisväxtart som beskrevs av Damm. Iochroma brevistamineum ingår i släktet Iochroma och familjen potatisväxter. Inga underarter finns listade i Catalogue of Life.